# Frants Henningsen
Frants Peter Diderik Henningsen, né le 22 juin 1850 à Copenhague et mort le 20 mars 1908 dans la même ville, est un peintre, illustrateur et professeur danois. Ses peintures illustrent des événements malheureux dans la vie des gens de la classe moyenne qui vivent à Copenhague en ces temps difficiles. Ses liens avec l'école plus traditionnelle et réaliste du Danemark encourage la critique de beaucoup de ses contemporains plus réactionnaires, en particulier Karl Madsen qui s’oppose à sa nomination comme professeur à l’Académie en 1887,. Erik Henningsen (en), également artiste, est son frère cadet. 

## Biographie
Après avoir obtenu son diplôme de la Borgerdyd School à Christianshavn, Henningsen fréquente l'école de dessin de C.V. Nielsen puis fréquente l'Académie danoise où il termine avec succès ses études en 1875. De 1877 à 1878, il étudie à l'école de Léon Bonnat à Paris. En 1878, il se rend en Espagne avec Peder Severin Krøyer, Frans Schwartz (da) et Julius Lange

## Style artistique
Le premier tableau qu'il expose est un portrait de l'actrice Julie Sødring en 1874, après quoi il expose pratiquement tous les ans à l'Exposition de Printemps de Charlottenborg, au palais de Charlottenborg. Malgré ses études auprès de Bonnat, il reste un artiste plutôt traditionnel, bien que diligent et prudent, dépeignant tout, des portraits, des œuvres de genre et des paysages aux peintures et illustrations d'animaux. Sa peinture En Begravelse (A Funeral) (1883) montre comment il maîtrise l'utilisation des couleurs de l'école espagnole, par exemple Diego Velázquez. Ses tons sombres et son noir profond et terne ne sont pas sans rappeler Édouard Manet et les premières oeuvres de Krøyer. Son intérêt pour la compassion plutôt que pour l'embellissement se manifeste dans son chef-d'œuvre d'une mère abandonnée à Forladt. Dog ej af Venner i Nøden (Déserté. Pas par des amis dans le besoin). 

## Sélection d'oeuvres
- På fodtur (1877)
- Tørvepige (1878)
- Strandparti, Hornbæk (1883)
- En begravelse (1883)
- Sommerdag ved Hornbæk strand (1884)
- Aftenstemning, sæden køres ind (1886)
- Forladt, dog ej af venner i nøden (1888)
- Vandrebogen efterses (1890)
- Hos pantelåneren (1893)
- Ved sygelejet (1896)
- En helt fra 1864 (1901)
- Portræt af skuespilleren Olaf Poulsen

## Galerie

Aux funérailles (1883)
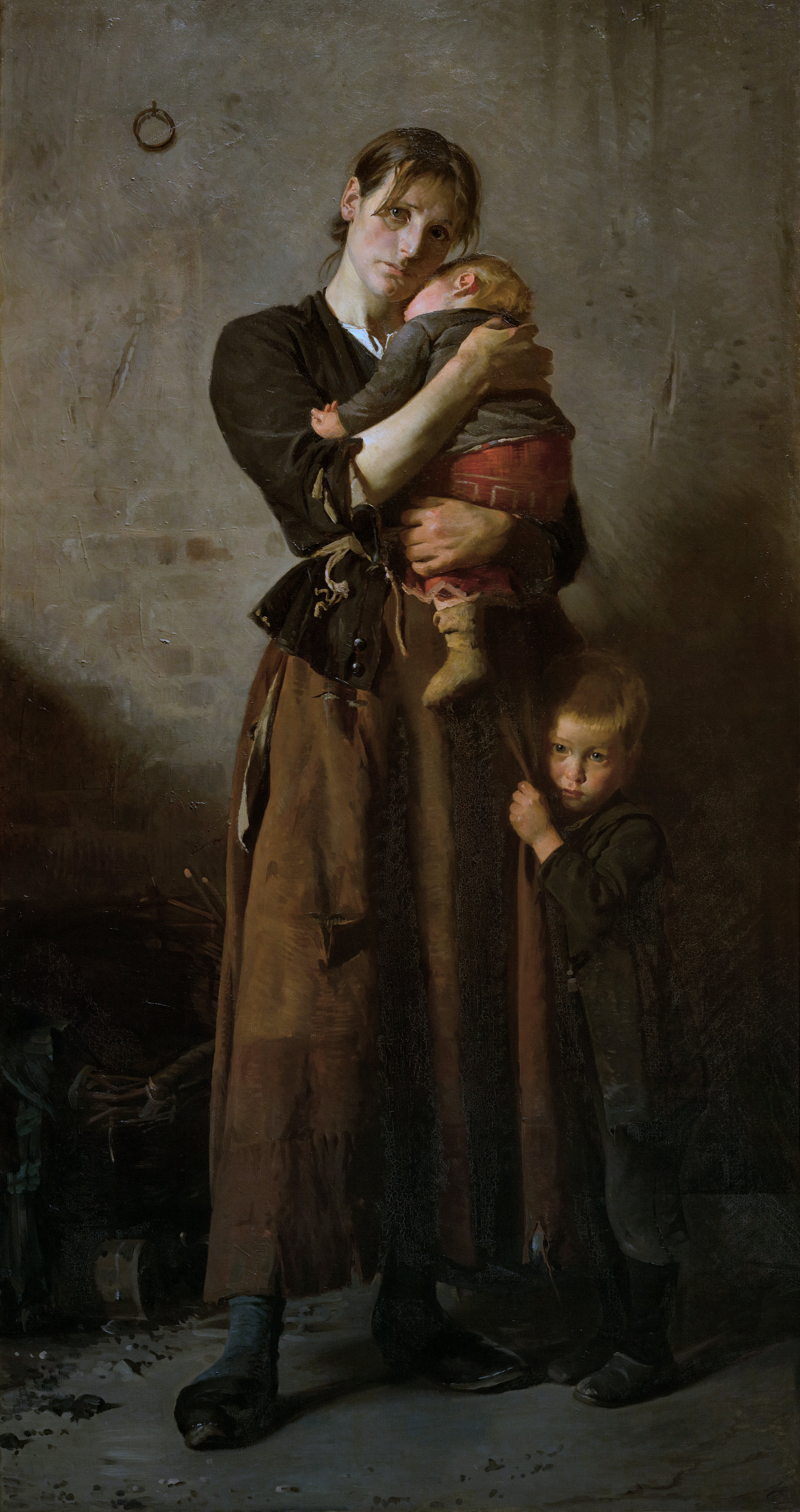
Abandonné (1888)
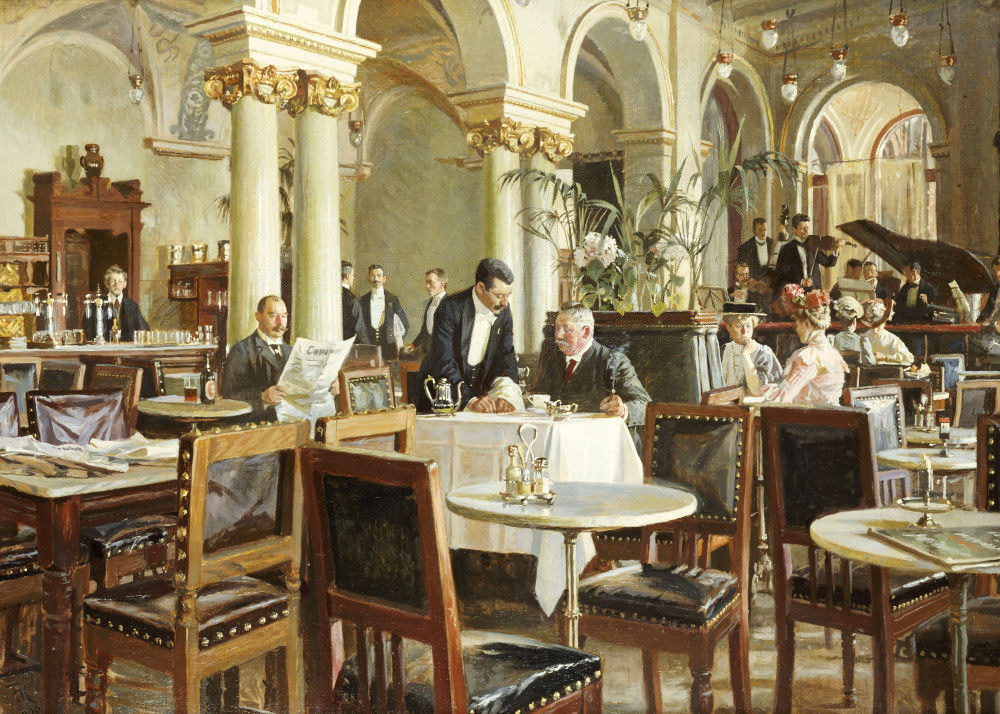
Café occupé (1906)
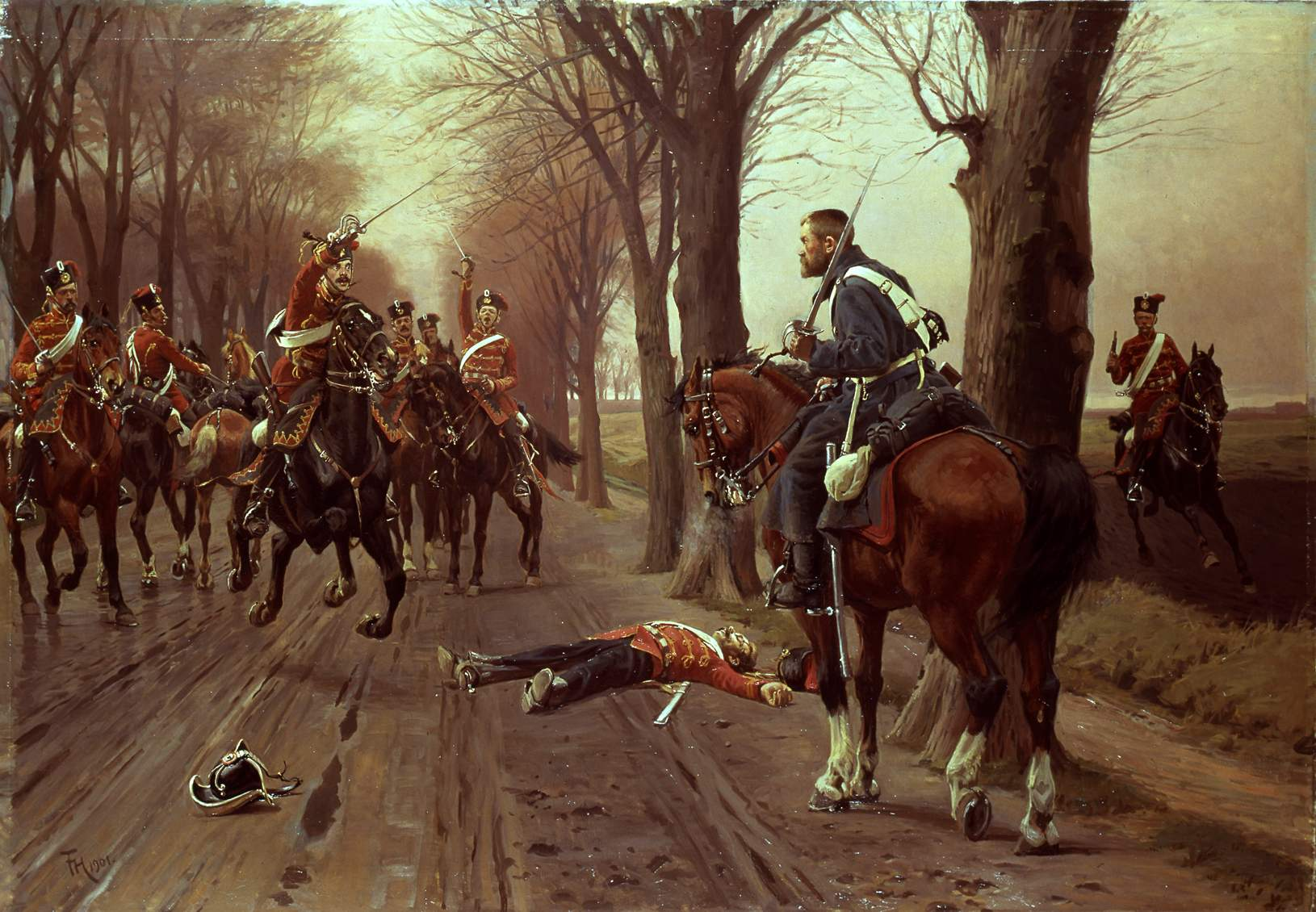
Un héros de 1864 (1901)